# Luke Pearson
Luke Pearson (Stockton-on-Tees, 12 ottobre 1987) è un fumettista britannico.
Luke Pearson è un noto scrittore di fumetti di successo, tra i quali Hilda, da cui è stata tratta l'omonima serie animata.
Hilda è una serie basata su una ragazzina (Hilda appunto) che vive sola con sua madre in una valle. Hilda è un'avventuriera, ama stare a spasso nella natura, ogni giorno esplora, si diverte e conosce nuove creature mistiche e incantate, con il suo fidato compagno Twig, un cervolpe. Dopo una serie di avvenimenti felici e non, Hilda e sua madre (Johanna) sono costretti a trasferirsi a Trollberg la città più vicina alla valle, dove sua madre è cresciuta. Hilda conoscerà nuovi amici e con loro vivrà tante magiche avventure.